# Lore Dejonckheere
Lore Dejonckheere (Roeselare, 30 juni 1981) is een Belgische actrice.

## Biografie
In 2004 beëindigde ze haar opleiding aan het Herman Teirlick Instituut in Antwerpen. Ze speelde mee in Spoed als stagiair-dokter Jana Stevens en ook in Flikken als advocate Davina Lansknecht in 2007. Ze had tal van gastrollen zoals Witse, Aspe, Thuis, De twaalf, Juliet en in verschillende kortfilms. 
Ze maakte ook documentaires voor Tante in Alaska en Piazza op Radio 1.
Afgelopen jaren speelde ze vooral bij het gezelschap Ultima Thule, Het Paleis en Froefroe.  
Lore regisseert en zingt ook (Pascal Deweze, Mauro...) en verleent haar stem aan verschillende dubbings en commercials. Ook heeft ze haar eigen band Sillatune.